# Instituto Politécnico Rensselaer
O Instituto Politécnico Rensselaer, em inglês Rensselaer Polytechnic Institute (RPI), é uma prestigiosa instituição de ensino superior norte-americana localizada em Troy, no estado de New York. Foi fundado em 1824. Em 2011, foi classificada como a 104ª melhor universidade do mundo, e em 2019 está entre as 400 melhores universidades, de acordo com o ranking da Times Higher Education.